# Кодекс Юстиниана
Ко́декс Юстиниа́на (лат. Codex Iustiniani) — часть законодательной компиляции Юстиниана; содержит в себе императорские конституции, вошедшие в кодексы Грегориана, Гермогениана и Феодосия и сохранившие силу до Юстиниана, дополненные позднейшими новеллами и видоизменённые согласно потребностям времени.

## История составления
Необходимость в подготовке Кодекса была связана с большим числом старых предписаний, потерявших всякую практическую цену, но включённых в старые Кодексы. Комиссия, назначенная в феврале 528 года, должна была выработать новый Кодекс, имея в виду лишь современные ей практические нужды. Комиссии было предоставлено право не только делать сокращения (вычеркивать введения, обращения, заключительные слова и т. д.) в конституциях, но и выбрасывать все отжившее или отменённое позднейшими узаконениями; не только исправлять текст, но и уточнять его, изменять и дополнять, соединять многие конституции в одну и т.д.
Работа продолжалась около 14 месяцев. 7 апреля 529 года Кодекс был обнародован и с 16 апреля вступил в действие. С изданием Дигест и Институций возникла необходимость в переработке кодекса, которая была совершена Феофилом, Трибонианом и тремя адвокатами высшего суда. Итогом работы стало издание в 534 году нового кодекса, названного «Codex repetitae praelectionis» («Кодекс второго издания»).

## Структура
Кодекс состоит из 12 книг, книги, в свою очередь, состоят из титулов, титулы разделяются на отдельные императорские постановления (лат. leges или constitutiones), которые делятся на параграфы.

## Рукописи
Кодекс Юстиниана сохранился лишь в изданиях Corpus juris civilis, то есть не в полном оригинальном виде. Веронский палимпсест начала VII века, содержавший в себе полный текст Кодекса, сохранился не целиком. Остальные древнейшие рукописи Кодекса представляют собой извлечения, передающие в сокращении только первые 9 книг Кодекса. Они начинают пополняться с XI века. В конце XII века появились рукописи и последних 3 книг. Но и после этого кодексом считались только первые 9 книг, а три последние составляли особый отрывок, известный под названием tres libri.
Греческие конституции, содержащиеся в Кодексе, которые всегда выпускались западными рукописями (лат. Graeca non leguntur), были прибавлены только к печатному изданию XVI века по источникам церковного и светского права Византийской империи.